# 楊琦 (明朝)
楊琦（？年—？年），號旭水，山东莱州府潍县人。明末政治人物。

## 生平
天啓四年（1624年）甲子科山东乡试舉人，崇祯四年（1631年）辛未科进士，刑部观政，授赵城县知县，八年補任束鹿县，在任数年，卒于官。